# الیث
الیث (به انگلیسی: Alyth) یک روستا در بریتانیا است که در پرت و کینروس واقع شده‌است. الیث ۳٬۱۹۳ نفر جمعیت دارد.